# Muktsar (huyện)
Huyện Muktsar là một huyện thuộc bang Punjab, Ấn Độ. Thủ phủ huyện Muktsar đóng ở Muktsar. Huyện Muktsar có diện tích 2596 ki lô mét vuông. Đến thời điểm năm 2001, huyện Muktsar có dân số 776702 người.